# Coprinopsis trispora
Coprinopsis trispora är en svampart som först beskrevs av Kemp & Watling, och fick sitt nu gällande namn av Redhead, Vilgalys & Moncalvo 2001. Coprinopsis trispora ingår i släktet Coprinopsis och familjen Psathyrellaceae.  Arten är reproducerande i Sverige. Inga underarter finns listade i Catalogue of Life.